# Mány
Mány je vas na Madžarskem, ki upravno spada pod podregijo Bicskei Županije Fejér.